# Torquato Neto
Torquato Pereira de Araújo Neto (Teresina, 9 de novembro de 1944 — Rio de Janeiro, 10 de novembro de 1972) foi um poeta brasileiro, jornalista, letrista de música popular, experimentador ligado à contracultura.

## Vida e obra

Em 1972.

Torquato Neto era o único filho do defensor público Heli da Rocha Nunes (1918 - 2010) e da professora primária Maria Salomé da Cunha Araújo (1918 - 1993). De Teresina, mudou-se para Salvador aos 16 anos para os estudos secundários, onde foi contemporâneo de Gilberto Gil no Colégio Nossa Senhora da Vitória (Marista) e trabalhou como assistente no filme Barravento, de Glauber Rocha.
Torquato envolveu-se ativamente na cena soteropolitana, onde conheceu, além de Gil, Caetano Veloso, Gal Costa e Maria Bethânia. Em 1962, mudou-se para o Rio de Janeiro para estudar jornalismo na universidade, mas nunca chegou a se formar. Trabalhou para diversos veículos da imprensa carioca, com colunas sobre cultura no Correio da Manhã, Jornal dos Sports e Última Hora.

Torquato atuava como um agente cultural e polemista defensor das manifestações artísticas de vanguarda, como a Tropicália, o cinema marginal e a poesia concreta, circulando no meio cultural efervescente da época, ao lado de amigos como os poetas Décio Pignatari, Waly Salomão, Augusto e Haroldo de Campos, o cineasta Ivan Cardoso e o artista plástico Hélio Oiticica.
"Escute, meu chapa: um poeta não se faz com versos. É o risco, é estar sempre a perigo sem medo, é inventar o perigo e estar sempre recriando dificuldades pelo menos maiores, é destruir a linguagem e explodir com ela (…). Quem não se arrisca não pode berrar."
Nesta época, Torquato passou a ser visto como um dos participantes do Tropicalismo, tendo escrito o breviário Tropicalismo para principiantes, no qual defendeu a necessidade de criar um "pop" genuinamente brasileiro:
"Assumir completamente tudo o que a vida dos trópicos pode dar, sem preconceitos de ordem estética, sem cogitar de cafonice ou mau gosto, apenas vivendo a tropicalidade e o novo universo que ela encerra, ainda desconhecido".
Torquato também foi um importante letrista de canções icônicas do movimento tropicalista.

No final da década de 1960, com o AI-5 e o exílio dos amigos e parceiros Gil e Caetano, viajou pela Europa e Estados Unidos com a mulher, Ana Maria Silva de Araújo Duarte, e morou em Londres por um breve período. De volta ao Brasil, no início dos anos 1970, Torquato começou a se isolar, sentindo-se alienado pelo Regime militar. Passou por uma série de internações para tratar do alcoolismo e rompeu diversas amizades. Em julho de 1971, escreveu a Hélio Oiticica:
"O chato, Hélio, aqui, é que ninguém mais tem opinião sobre coisa alguma. Todo o mundo virou uma espécie de Capinam (esse é o único de quem eu não gosto mesmo: é muito burro e mesquinho), e o que eu chamo de conformismo geral é isso mesmo, a burrice, a queimação de fumo o dia inteiro, como se isso fosse curtição, aqui é escapismo, vanguardismo de Capinam que é o geral, enfim, poesia sem poesia, papo furado, ninguém está em jogo, uma droga. Tudo parado, odeio."
Torquato cometeu suicídio um dia depois de seu 28º aniversário, em 1972. Depois de voltar de uma festa, trancou-se no banheiro e abriu o gás e isso levou muita gente a pensar que Torquato foi morto pelo regime militar. Sua mulher dormia em outro aposento da casa. O escritor foi encontrado na manhã seguinte pela empregada da família (Maria das Graças, que mais tarde adotou o nome de Gal, sugerido pela própria Gal Costa, sua homônima  [frequentadora assídua da casa de Torquato]).

A nota de suicídio de Torquato dizia:
"FICO. Não consigo acompanhar a marcha do progresso de minha mulher ou sou uma grande múmia que só pensa em múmias mesmo vivas e lindas feito a minha mulher na sua louca disparada para o progresso. Tenho saudades como os cariocas do tempo em que eu me sentia e achava que era um guia de cegos. Depois começaram a ver, e, enquanto me contorcia de dores, o cacho de banana caía. De modo Q FICO sossegado por aqui mesmo enquanto dure. Ana é uma SANTA de véu e grinalda com um palhaço empacotado ao lado. Não acredito em amor de múmias, e é por isso que eu FICO e vou ficando por causa deste amor. Pra mim chega! Vocês aí, peço o favor de não sacudirem demais o Thiago. Ele pode acordar".
Thiago era o filho de dois anos de idade.
Foi pensando na morte do amigo que Caetano Veloso escreveu a canção "Cajuína", incluída no disco Cinema Transcendental. Os versos da canção relatam o encontro de Caetano com o pai de Torquato, em Teresina, algum tempo depois da morte do poeta.
Na década de 1980, a partir de 1984, as gerações mais recentes puderam apreciar o talento poético de Torquato através do seu poema, "Go Back"  (1971), que, naquele ano, recebeu a primeira gravação musical do grupo Titãs, com música feita pelo tecladista e um dos cantores do grupo, Sérgio Britto. A popularidade da canção seria consagrada em 1988, quando os Titãs deram um arranjo ainda mais vigoroso à música. "Go back" é a faixa-título de um disco gravado em Montreux, na Suíça.
Na madrugada do dia 27 de setembro de 2010, seu pai, o defensor público Dr. Heli Rocha Nunes, morreu aos 92 anos de idade, em Teresina, após uma parada cardíaca. A família aguardou a chegada do único filho do poeta piauiense, Thiago Silva de Araújo Nunes (piloto de aeronave em uma companhia aérea brasileira), para realizar o sepultamento do avô.

## Composições

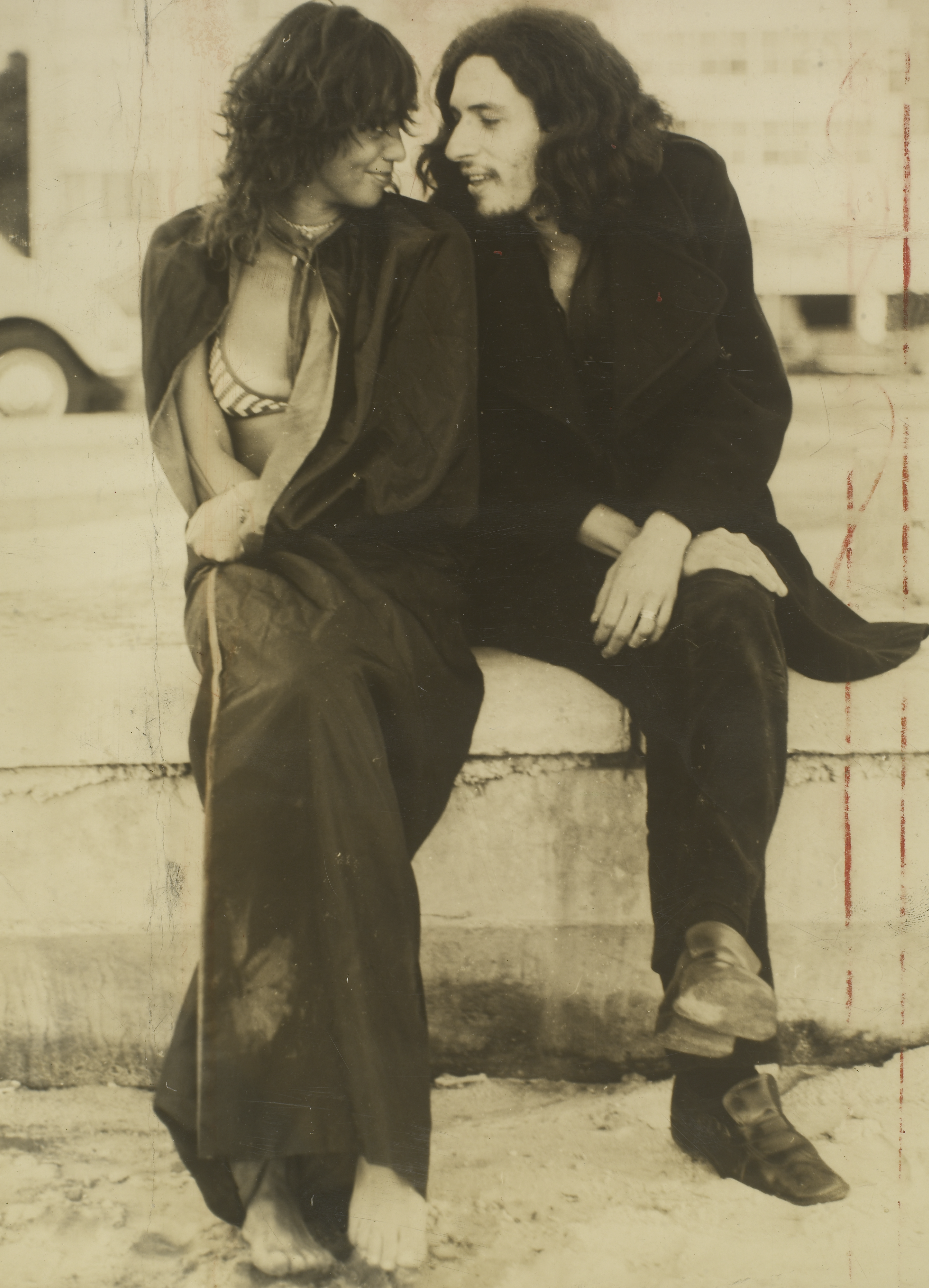
Torquato Neto e Scarlet Moon de Chevalier.

- A coisa mais linda que existe (com Gilberto Gil)
- A rua (com Gilberto Gil)
- Ai de mim, Copacabana (com Caetano Veloso)
- Andarandei (com Renato Piau)
- Cantiga (com Gilberto Gil)
- Capitão Lampião (com Caetano Veloso)
- Começar pelo recomeço (com Luiz Melodia)
- Daqui para lá, de lá para cá
- Dente por dente (com Jards Macalé)
- Destino (com Jards Macalé)
- Deus vos salve a casa santa (com Caetano Veloso)
- Domingou (com Gilberto Gil)
- Fique sabendo (com João Bosco e Chico Enói)
- Geleia geral (com Gilberto Gil)
- Go back (com Sérgio Britto)
- Juliana (com Caetano Veloso)
- Let's play that (com Jards Macalé)
- Lost in the paradise (com Caetano Veloso)
- Louvação (com Gilberto Gil)
- Lua nova (com Edu Lobo)
- Mamãe coragem (com Caetano Veloso)
- Marginália II (com Gilberto Gil)
- Meu choro para você (com Gilberto Gil)
- Minha Senhora (com Gilberto Gil)
- Nenhuma dor (com Caetano Veloso)
- O bem, o mal (com Sérgio Britto)
- O homem que deve morrer (com Nonato Buzar)
- O nome do mistério (com Geraldo Azevedo)
- Para dizer adeus (com Edu Lobo)
- Quase adeus (com Nonato Buzar e Carlos Monteiro de Sousa)
- Que película (com Nonato Buzar)
- Que tal (com Luiz Melodia)
- Rancho da boa-vinda (com Gilberto Gil)
- Rancho da rosa encarnada (com Gilberto Gil e Geraldo Vandré)
- Todo dia é dia D (com Carlos Pinto)
- Três da madrugada (com Carlos Pinto)
- Tudo muito azul (com Roberto Menescal)
- Um dia desses eu me caso com você (com Paulo Diniz)
- Veleiro (com Edu Lobo)
- Vem menina (com Gilberto Gil)
- Venho de longe (com Gilberto Gil)
- Vento de maio (com Gilberto Gil)
- Zabelê (com Gilberto Gil)

## Discografia
- Tropicalia ou Panis et Circencis (1968) - Philips LP
- Os últimos dias de Paupéria (1973) - Eldorado Editora Compacto simples
- Torquato Neto - Um poeta desfolha a bandeira e a manhã tropical se inicia (1985) - RioArte/Prefeitura do Rio de Janeiro e Governo do Estado do Piauí LP
- Todo dia é dia D (2002) - Dubas Música CD

## Filmografia
Como ator
- Nosferato no Brasil, de Ivan Cardoso. Como protagonista, "Vampiro" (1970).
- Terror da Vermelha, de Torquato Neto (1971/1972).
- Adão e Eva do Paraíso ao Consumo (super 8, Teresina, 1972), de Edmar Oliveira e Carlos Galvão.[6]

Como diretor
- Terror da Vermelha (1972).

Sobre Torquato Neto
- Documentário: Torquato Neto - Todas as horas do fim (Eduardo Ades e Marcus Fernando, 2017)
- Documento Especial. Torquato Neto, O Anjo Torto da Tropicália (Ivan Cardoso, 1992)